# Migrations indo-iraniennes
Les migrations indo-aryennes correspondent à l'arrivée en Inde du Nord de populations nomades de langue indo-européenne, connues sous le nom d'Aryens, Indo-Aryens ou, plus largement, Indo-Iraniens. Originaires de la steppe pontique, elles se sont d'abord étendues vers l'Asie centrale, puis ont envahi le nord-ouest du sous-continent indien à partir du IIe millénaire av. J.-C., où elles ont progressivement imposé leur langue.

## Historique
Dès le début du XIXe siècle, les langues parlées en Inde du Nord ont été décrites comme « indo-européennes », notamment avec les travaux de Thomas Young.
La théorie des invasions aryennes a été proposée pour la première fois par l'abbé Jean-Antoine Dubois, un indianiste français, et développée par l'indianiste germano-britannique Friedrich Max Müller durant le XIXe siècle.

## Description
La théorie propose un schéma de dispersion des langues indo-européennes sur le continent eurasiatique. Les chercheurs tentent de dater le moment et les modalités de cette dispersion.
Les historiennes indiennes Romila Thapar et Upinder Singh partagent l'hypothèse de l'arrivée vers 1800 av. J.-C., soit après la fin de la civilisation de la vallée de l'Indus, de peuples au sujet desquels il existe peu de connaissances en raison des rares traces archéologiques laissées,. Ces peuples, parlant une ou plusieurs langues, pénètrent dans le bassin moyen du fleuve Indus par vagues successives. Ces peuples sont des pasteurs nomades qui imposeront peu à peu leurs langues avec des emprunts aux langues indigènes. À travers ce processus d'aryanisation les langues indo-ârya s'imposent.
La dénomination d'« Aryens » désignerait un peuple ou un ensemble de peuples, pratiquant une religion qui sera codifiée vers le XIe siècle av. J.-C. dans les Vedas. En s'installant dans la plaine indo-gangétique, ce peuple se sédentarise et se mêle aux populations autochtones du nord de l'Inde.

## Génétique
Cette théorie est confirmée par les études génétiques les plus récentes,,,,.
En 2018, une vaste étude génétique portant sur la formation génomique de l'Asie du Sud et centrale montre que la grande majorité des locuteurs indo-européens vivant à la fois en Europe et en Asie du Sud recèlent de nombreuses fractions d'ascendance liées aux pasteurs de la culture Yamna, suggérant que le « proto-indo-européen tardif », la langue ancestrale de tous les peuples modernes indo-européens, était la langue de la culture Yamna. Des études génétiques précédentes avaient documenté des mouvements de populations de la steppe vers l'ouest qui propageaient cette ascendance, mais il n’existait pas encore d'étude de diffusion vers l'Asie du Sud. Les études parues en 2018 documentent le même type de diffusion génétique vers l'Inde du Nord à travers l'Asie centrale. La pression génétique à grande échelle exercée par les groupes de la steppe au IIe millénaire av. J.-C. s'accorde avec les preuves archéologiques fournies par les liens entre la culture matérielle de la steppe kazakhe de l'Âge du bronze et la culture védique précoce en Inde du Nord.

## Origine des langues indo-iraniennes
La majorité des études actuelles s'accordent pour associer l'horizon d'Andronovo aux locuteurs des premières langues indo-iraniennes, décrite comme une extension de la culture indo-européenne de Yamna (environ 3000 à 2400 av. J.-C.) vers l'est. La preuve linguistique la plus importante de la phase indo-iranienne est constituée par des emprunts aux langues finno-ougriennes. Kuz’mina (2001) identifie les peuples finno-ougriens aux cultures andronoïdes (du type Andronovo) de la zone de la pré-taïga à l'est de l'Oural. Comme certains des mots les plus anciens empruntés au finno-ougrien ne se retrouvent qu'en indo-aryen, les Indo-Aryens et les Iraniens avaient apparemment déjà commencé à diverger au moment de ces contacts, et lorsque les deux groupes se sont déplacés vers l'est, les Iraniens ont suivi le mouvement indien. Poussés par les Iraniens en expansion, les Indo-Aryens se sont ensuite dirigés vers le sud, un groupe apparaissant dans la terminologie équestre du royaume anatolien de Mittani et le groupe principal entrant par le nord-ouest dans le sous-continent indien. Dès la fin du IIIe millénaire av. J.-C., ils seraient ainsi présents à Teppe Hissar dans le Turkménistan. Une partie d'entre eux s'oriente vers l'ouest et prend la tête du royaume de Mittani, pendant que d'autres se fixent en Iran ou poursuivent leur route vers l'Afghanistan et le nord de l'Inde où les premiers arriveront au début du IIe millénaire av. J.-C.

## Une diffusion issue des steppes

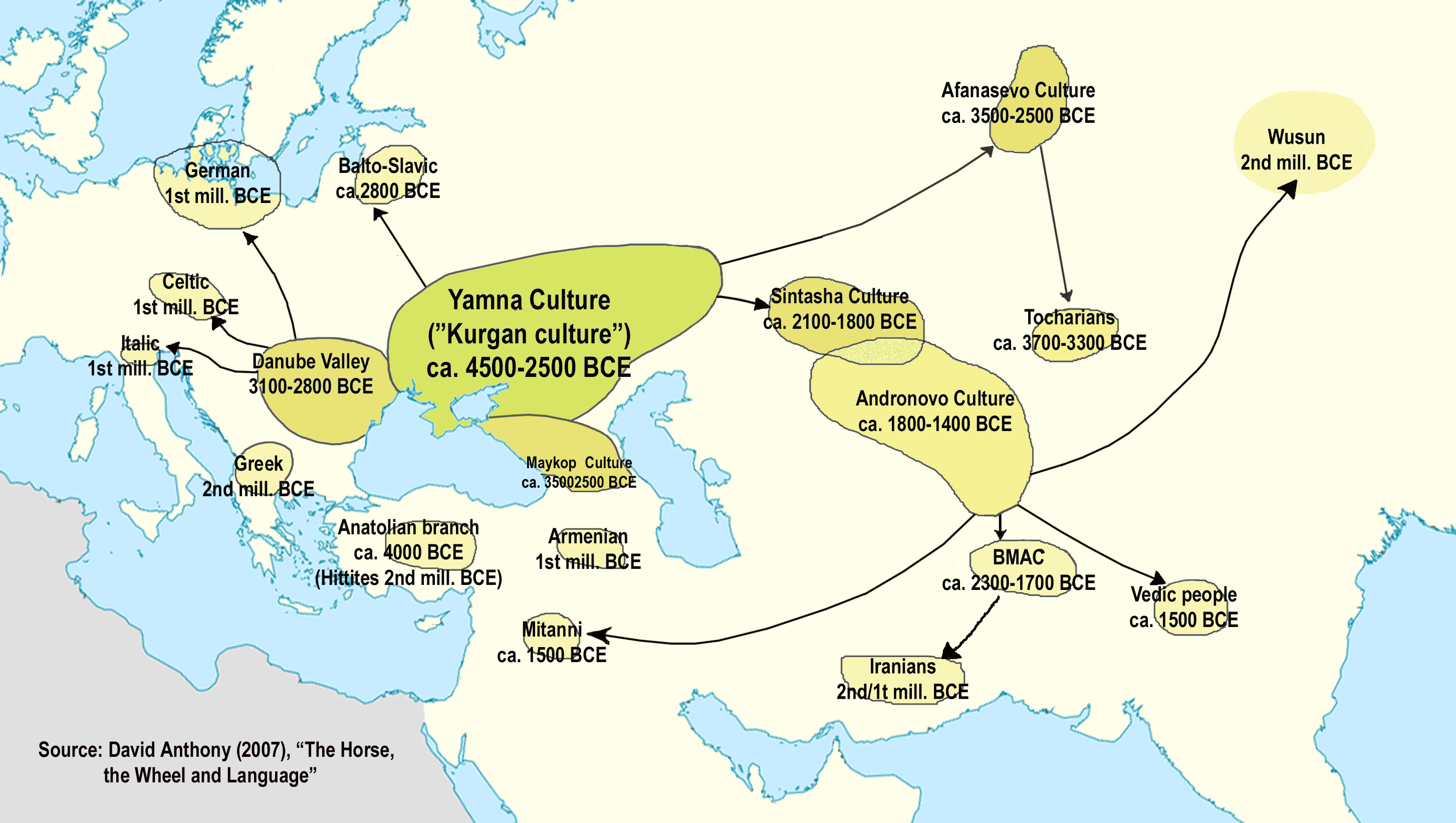
Expansion indo-européenne, version David Anthony (2007).

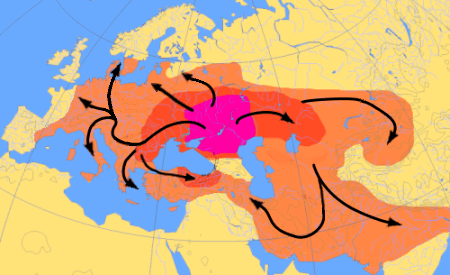
Schéma de l'expansion indo-européenne de -4000 à -1500. La région en violet correspond au foyer originel des Indo-Européens (culture Yamna). La région en rouge aurait été colonisée par les Indo-Européens jusqu'à -3000, et la région en orange jusqu'à -1500.

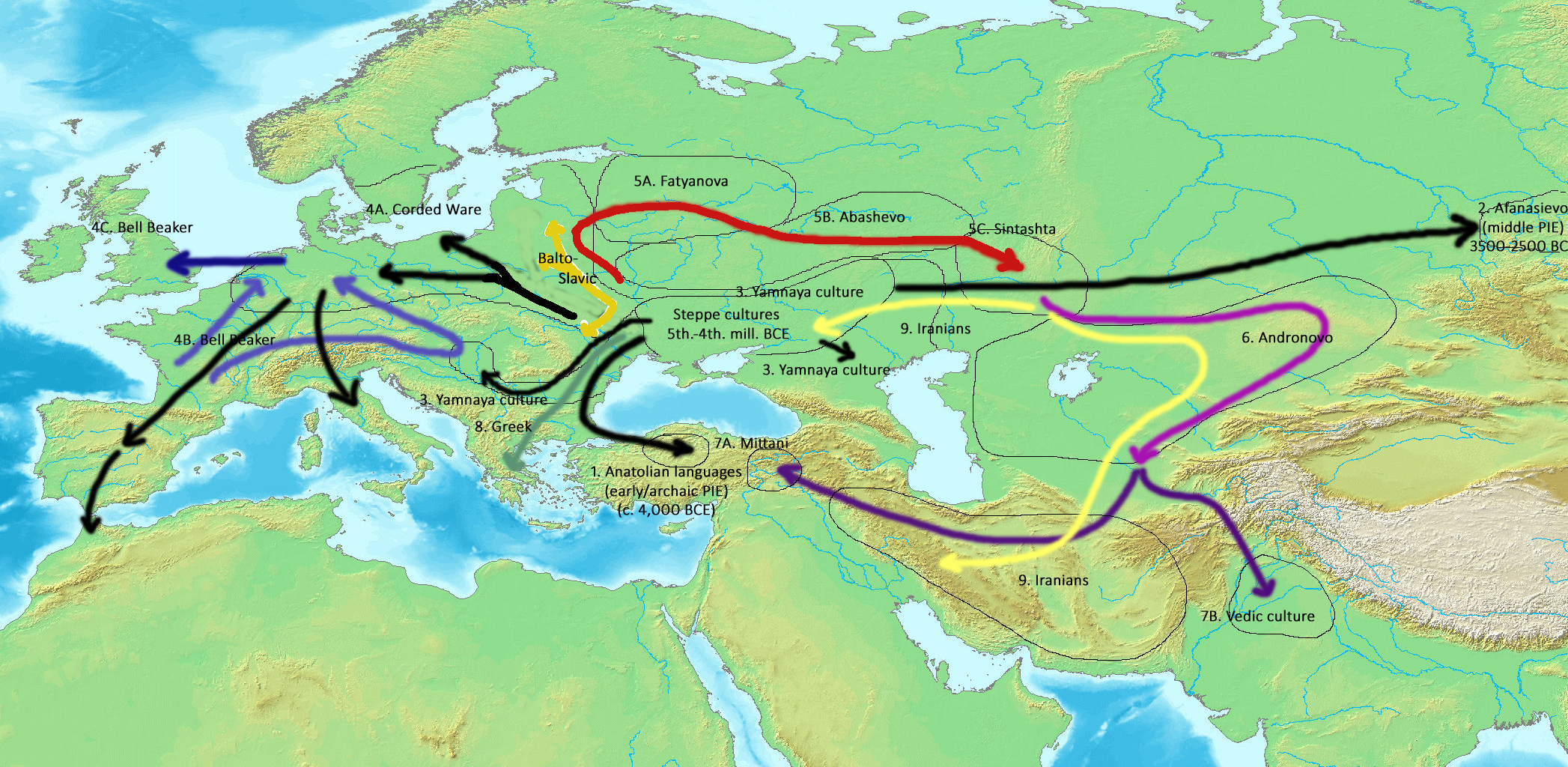
Expansion indo-européenne, selon l'hypothèse kourgane

La civilisation indusienne était à forte tendance urbaine et ressemblait très peu à celle décrite dans les Vedas, qui avait un caractère pastoral. Les Vedas ne contiennent que très peu d'éléments représentatifs d'une civilisation urbaine (par exemple, les structures des temples, système de collecte des eaux usées). Elle ignorait totalement le cheval, alors que cet animal est présent dans les Vedas. Une divinité de premier plan des Vedas est Indra, et c'est un dieu guerrier, or les hommes de l'Indus semblent avoir été plutôt pacifiques. On peut en déduire que les Indusiens et les gens qui ont rédigé les Vedas (les locuteurs du sanskrit) étaient deux peuples différents.
On connaît 85 sites de la civilisation indusienne répartis sur une superficie deux fois supérieure à celle de la France, du Pendjab jusqu'à l'État indien du Gujarât. L'assèchement d'un fleuve ne peut certainement pas expliquer le déclin d’une civilisation couvrant une aussi grande superficie. Il faut remarquer que plusieurs sites se trouvent sur le cours actuel de l'Indus, ceux de Gumla, de Vukhar, de Mohenjô-Dâro et d'Amrî. L'arrivée d'un peuple étranger reste donc une hypothèse envisageable.
Il faut tenir compte du fait que la civilisation indo-aryenne, qui utilisait le sanskrit et ses dialectes dérivés, était de toute évidence de la même origine que les civilisations iraniennes. Ainsi, le terme Arya, francisé en « Aryen », est indo-iranien ; le nom même de l'Iran provient du vieil iranien Aryânâm xshatra signifiant « royaume des Arya », qui s'est par la suite transformé en Êrân shahr. Il y a très peu de différence entre le sanskrit védique et la langue de l'Avesta, le texte iranien le plus ancien. Pour s'en rendre compte, il suffit de comparer deux expressions signifiant « cette puissance divinité » :
- Avestique : तेममवन्तें यज़तेम् / tem amavantem yazatem
- Sanskrit : तममवन्तं यजतम् / tam amavantam yajatam

On a l'impression que les locuteurs du védique et de l'avestique pouvaient se comprendre, comme s'ils avaient formé un peuple unique. Le problème serait alors de savoir si ce peuple, les Aryens, était originaire de l'Inde ou de l'Asie centrale. Dans le premier cas, cela signifierait que les Iraniens auraient quitté l'Inde pour se diriger vers l'Asie centrale, ce qui serait surprenant. Aux temps historiques, aucun peuple n'a jamais quitté l'Inde, hormis les Roms. Au contraire, l'Inde a souvent été envahie par des peuples, attirés par la richesse de la terre, venant de l'Asie centrale tels les Shvetahûna ou Hephthalites, les Pachtounes ou les Moghols.
Des indices suggèrent que les Aryens auraient vécu dans l'actuelle Russie. Ils ont en effet donné un important vocabulaire aux langues ouraliennes, une famille qui comprend les langues finno-ougriennes et les langues samoyèdes. C'est ainsi que l'ouralien *parsas « porc » provient de l'indo-iranien *parsas.
À son tour, le groupe indo-iranien s'insère dans la famille des langues indo-européennes. Le lituanien en fait par exemple partie et, comme elle est une langue très conservatrice, elle présente des ressemblances étonnantes avec le sanskrit. Dire que les locuteurs du sanskrit ont toujours vécu en Inde reviendrait donc à affirmer que les langues et les cultures de tous les peuples indo-européens (Celtes, Germains, Tokhariens, Baltes, Slaves, Grecs ou Albanais) sont originaires de l'Inde. La théorie actuellement la moins fragile, celle de Marija Gimbutas, situe le foyer des Indo-Européens en Russie méridionale et en Ukraine. Elle est cohérente avec les emprunts observés entre l'indo-iranien et l'ouralien.
Les données de la linguistique sont corroborées par celles de la mythologie comparée. Il existe des mythes communs aux Indiens et aux autres peuples indo-européens, comme le mythe du serpent ou du dragon, Vritra dans les textes indiens, retenant les eaux ou avalant le soleil. Il est vaincu par un dieu armé de la foudre, Indra en Inde ou Péroun en Russie. Des similitudes ont été observées entre un grand texte épique indien, le Mahabharata, et l'Iliade. Un autre texte, le Ramayana, met en scène des démons, les Râkshasa, qui sont présents dans d'autres croyances indo-européennes. Les Tokhariens du bassin du Tarim ont remarqué, il y a plus d'un millénaire, la ressemblance entre les Râkshasa et leurs propres démons : des créatures anthropophages, mangeuses de chair crue, nocturnes, qui hantent les espaces désertiques et qui n'ont parfois qu'un œil, avec des jambes tordues.
Selon la « trilogie sociale indo-européenne » définie par Georges Dumézil (prêtres-guerriers-travailleurs), trois des castes de l'Inde (qui n'étaient pas alors aussi rigides que maintenant), celles des brahmanes, des kshatriya et des vaishya, dont l'existence est attestée dans les Vedas, correspondent aux divisions de la société observées chez les Celtes. Les brahmanes correspondent en particulier aux druides. Des coutumes peuvent aussi être comparées, comme un important sacrifice du cheval appelé अश्वमेध / aśvamedha  en Inde et equus october à Rome. Il existe un nom propre gaulois qui correspond très précisément au terme aśvamedha : Epomeduos (les étymons aśva et epo- proviennent tous les deux de l'indo-européen commun *h₁éḱu̯os « cheval »).
Les Aryens auraient vécu en Bactriane avant de descendre vers l'Inde. Aux alentours du XXe siècle av. J.-C., il s'y trouvait une assez brillante civilisation de l'Âge du bronze, que certaines caractéristiques rattachent aux Vedas. Par exemple, on voit, sur des vases, des représentations de serpents installés sur des montagnes et contenant des soleils. C'est une illustration du mythe du serpent avaleur, Vritra, qui est rapporté dans les Vedas. En le tuant, Indra a libéré les eaux et a permis au soleil de monter au ciel.
Dans le royaume du Mittani, qui a dominé la haute Mésopotamie entre les XVIe et XIVe siècles av. J.-C., le sanskrit était utilisé. Les textes mentionnent aussi des divinités purement védiques : Varuna, Indra et les Nâsatya. Cela montre que certains Aryens avaient migré vers l'ouest, au lieu de se diriger vers l'Inde. S'il n'est pas fait mention d'une grande migration vers l'Inde dans les Vedas, c'est peut-être parce qu'une partie d'entre eux ont été composés en Bactriane (hypothèse émise par Asko Parpola, de l'université d'Helsinki).
Si la linguistique permet de prouver l'origine extérieure du sanskrit, elle ne permet cependant pas de dire comment les locuteurs du sanskrit sont arrivés en Inde : de manière progressive ou violente. C'est le caractère guerrier des peuples indo-européens qui a permis de penser que cette migration avait pris la forme d'une invasion. Mais les fouilles des villes harappéennes n'ont révélé aucune trace de destruction.
Les Aryens ont dû arriver en Inde au XVIIe siècle av. J.-C. C'est en effet sur le site pakistanais de Pirak qu'apparaît pour la première fois, à cette époque, le matériel archéologique caractéristique de la civilisation indienne telle que nous la connaissons. Celui-ci est très différent des vestiges laissés par les Indusiens.

## Théorie d'une diffusion progressive des langues indo-iraniennes en Inde
Vers 1900 av. J.-C., la civilisation de la vallée de l'Indus disparait, peut-être à cause d'inondations, de tremblements de terre, de maladies, du changement du cours du fleuve Sarasvatî, ou d'une combinaison de ces raisons. Contrairement à ce qu'avait affirmé Mortimer Wheeler, aucune preuve de massacre ni guerre n'a été mise en évidence dans les villes de la vallée de l'Indus. Les tribus des Dasas et Dasyus, mentionnées dans le Rig-Veda comme ennemis des Aryens, pourraient n'être que des chasseurs-cueilleurs, comme le sont certaines tribus Mounda de l'Inde moderne, et non des Dravidiens (Brahouis) ni des membres de la civilisation de l'Indus. Selon l'indianiste Max Müller, la diffusion indo-iranienne en Inde a été lente et progressive, étalée sur de nombreux siècles.
Cette théorie s'appuie sur un argument linguistique, le vocabulaire proto-indo-européen suggérant, par exemple, que ses locuteurs vécurent dans des prairies tempérées, ainsi que sur un argument archéologique, l'analyse des os des habitants de la vallée de l'Indus suggèrant qu'ils n'avaient pas tous un phénotype dravidien comme l'affirment les invasionnistes, mais que cette population était plutôt un mélange de types, y compris nordiques. Par ailleurs, le chariot des indo-iraniens, considéré comme arme et moyen d'une invasion sanglante, n'est adapté ni aux passages difficiles du système montagneux afghan, ni aux marais et aux gués de l'Indus.

## Langue de la civilisation de l'Indus
Pour savoir quelle langue était utilisée par la civilisation harappéenne, il faudrait pouvoir déchiffrer les nombreux sceaux trouvés sur les sites de la vallée de l'Indus, si toutefois ils ont une signification phonétique, ce qui n'est pas acquis. Faute de textes, les tentatives de la relier au sanskrit, au dravidien, aux langues dardes ou à quelque autre langue que ce soit, se sont pour l'instant révélées infructueuses.
Les langues dravidiennes sont maintenant confinées au sud de l'Inde, excepté le brahoui, qui est parlé, minoritairement, au Baloutchistan. Cependant, les seuls termes indo-iraniens que le brahoui a empruntés proviennent tous du baloutchi, une langue du groupe ouest-iranien. Or on sait que les Baloutches se sont installés en Afghanistan au XIIIe siècle de notre ère. Cela implique que, contrairement à une opinion très répandue, les Brahouis n'étaient pas présents dans la vallée de l'Indus avant cette époque. On ne peut cependant pas exclure que des Dravidiens aient vécu dans la vallée de l'Indus il y a 4 000 ans et qu'ils aient été complètement absorbés par les Indo-Iraniens. En fait, à Mohenjô-Dâro, certains squelettes sont de type dravidien, mais la plupart étaient de type indo-afghan.
On peut aussi supposer que la langue de la civilisation indusienne ait été l'ancêtre du bourouchaski, parlé aujourd'hui à l'extrême nord du Pakistan. Il est également possible qu'elle ait disparu sans laisser la moindre trace.

## La théorie et son utilisation politique
Les expressions « aryens » et « invasion aryenne » ont été utilisées comme synonymes pour « Indo-européens » dans le sens ethnique et de « conquête indo-européenne », dans le cadre de polémiques politiques et idéologiques. De nos jours, instruits des dérives permises par l'emploi du terme « aryen », les chercheurs montrent une prudence extrême, n'employant le terme Indo-européen que pour désigner un groupe de langues, et évitent soigneusement de s'en servir afin de désigner les peuples ou individus locuteurs de cette langue ; quand c'est cependant le cas, ces chercheurs évitent avec la plus grande attention à ne pas définir trop précisément les attributs physiques de ces populations.
Pour des partisans de la théorie de l'invasion aryenne, comme Alfred Rosenberg, il s'agissait de prouver la supériorité d'une « race aryenne » dont des expéditions cherchèrent les plus « purs représentants » dans l'Hindou Kouch et au Cachemire. Leurs considérations étaient influencées par les idées colonialistes et racistes de l'époque. Pour des adversaires de la théorie de l'invasion aryenne, indiens ou européens, il s'agissait au contraire de prouver les échanges progressifs et généralisés des cultures, langues et religions, et l'influence réciproque des populations les unes sur les autres. Leurs considérations ont servi d'arguments aux revendications des mouvements nationalistes indiens et aux mouvements luttant contre les discriminations liées au système des castes.
Toutefois, selon Koenraad Elst, considérer une opinion comme fausse en raison de l'utilisation politique qui peut en être faite, relève du sophisme génétique. Se référant à la faveur dont la théorie de l'invasion aryenne jouissait chez les nazis et dont elle jouit maintenant, en Inde, chez certains membres des castes supérieures (auxquels elle fournit une justification raciste de leur position dominante) ou chez certains marxistes (pour qui elle peut justifier la lutte des classes), il écrit : « si une théorie peut être considérée comme fausse simplement parce qu'elle est utilisée à des fins politiques, il est clair que la théorie de l'invasion aryenne doit être la théorie la plus fausse du monde : on chercherait en vain une hypothèse historique davantage compromise par diverses utilisations politiques, y compris les plus meurtrières ».
Le rejet hindou de la théorie peut aussi provenir du fait que le système des castes en Inde est alors analysé comme un système religieux, mis en place par les Aryens pour établir et maintenir leur suprématie dans la société indienne. La prédominance dans l'Inde de l'après-indépendance d'une vision marxiste de l'histoire permet de comprendre la permanence de la TIA dans le milieu des universités indiennes. La réaction politique antimarxiste de l'après-guerre froide, réaction anti-colonialiste en faveur d'un nationalisme hindou, ont peut-être eu une influence sur ces changements dans les théories archéologiques[réf. nécessaire].